# Sjursmäss
Sjursmäss (även stavad Sjulsmäss) firades den 23 december. Det var en kristen högtid i Jämtland, Härjedalen, Tröndelag och Nordland till minne av det lokala helgonet Sigurd, tidigare ärkebiskop i Nidaros stift.
I den norska almanackan har båda namnformerna Sjur och Sigurd namnsdag den 23 december.
På grund av sin regionala anknytning har sjursmässodagen även utnämnts till flaggdag för den inofficiella Jämtlandsflaggan. Eftersom den 23 december också är svensk flaggdag bör man därför, om man vill flagga jamtskt denna dag, ha två flaggstänger.

## Övrigt
Namnformerna Sjur/Sjul för Sigurd används även som noanamn för Djävulen, som till exempel "gammalsjul".